# Маузер, Петер Пауль
Пе́тер-Па́уль фон Ма́узер (нем. Peter-Paul Mauser; 27 июня 1838, Оберндорф-ам-Неккар, Королевство Вюртемберг, Германский союз — 29 мая 1914, Оберндорф-ам-Неккар, Германская империя) — немецкий конструктор и организатор производства стрелкового оружия.

## Биография
Мы высоко ценили известного немецкого изобретателя Маузера, системы которого были приняты на вооружение в семнадцати государствах, а один свод взятых им привилегий на свои изобретения составлял объёмистый том. Несмотря на преклонный возраст, Маузер всё ещё продолжал упорно трудиться, и почти каждый год появлялись его различные работы в области усовершенствования оружия, а также и новейшие образцы автоматических винтовок и пистолетов.— В. Г. Фёдоров В поисках оружия. — М.: Воениздат, 1964 год.
Родился 27 июня 1838 года в городе Оберндорф-на-Неккаре, королевство Вюртемберг в семье Франца Андреаса Маузера, мастера Вюртембергского Королевского оружейного завода в Оберндорф-на-Неккаре, и был 13-м ребёнком в семье. Петер Пауль начал свою работу на этом заводе в 12 лет и работал пока в 19 лет не был призван в армию.
В 1867 году Петер Пауль вместе со старшим братом Вильгельмом приезжают в известный бельгийский город оружейников Эрсталь под Льежем, и два года разрабатывают винтовочный затвор — усовершенствование затвора ранней французской игольчатой винтовки Шасспо.
В 1868 году братья Маузер совместно с американцем Чарльзом Норрисом запатентовали в США казённозарядную винтовку с новой пластинчатой пружиной на рукоятке затвора.
В 1870 году братья Маузер вернулись в Оберндорф-на-Неккаре.
В 1871 году братья Маузер создают однозарядную винтовку под патрон 11x60 мм, продемонстрированную в Прусской Королевской стрелковой школе в Шпандау, и она принимается на вооружение как Gewehr 1871.
В 1871 году Пруссия и Вюртемберг приняли на вооружение однозарядную винтовку Маузера образца 1871 года, и сделали заказ на 100 000 винтовок.
23 декабря 1872 года братья Петер Пауль и Вильгельм Маузер создали фирму Gebrüder Wilhelm und Paul Mauser. При этом старший брат, Вильгельм, занимался преимущественно финансовыми и коммерческими вопросами.
В 1872 году братья Маузер купили у правительства Вюртемберга Королевский оружейный завод в Оберндорф-на-Неккаре за 200 000 южно-германских гульденов (иногда именуемых «флоринами»).
В 1874 году — после преобразования — фирма стала именоваться Gebrüder Mauser und Cie («Братья Маузер и Компания»).
В 1880 году Петер Пауль создаёт магазинную винтовку, в которой впервые появился знаменитый впоследствии продольно-скользящий затвор с пока ещё двумя боевыми упорами.
После 1880 года Петером Паулем было разработано множество вариантов магазинных винтовок, многие из которых были предназначены для экспорта, например, в 1893 году были разработаны модификации магазинных винтовок для Турции и Испании, в 1896 году — для Швеции — Mauser M96 "Шведский Маузер".
В 1882 году умер Вильгельм Маузер, в связи с чем Петер Пауль в 1884 году реорганизовал компанию в акционерное общество Waffenfabrik Mauser AG (акционерное общество Оружейный Завод Маузер).
В 1888 году прусская оружейная испытательная комиссия решила принять для замены 11-мм винтовки Gewehr 1871 новую винтовку, соединившую в себе продольно-скользящий затвор с поворотом при запирании и затворную задержку конструкции Луиса Шлегелмилха (Luis Schlegelmilch) и однорядный магазин с пачечным заряжанием системы Манлихера. В 1889 году армией Германской империи принимается на вооружение новый комплекс «оружие-патрон»: магазинная винтовка Gewehr 1888 (Gewehr 88, Gew 88, Model 1888 Commission Rifle) и бесфланцевый винтовочный патрон 7,92×57 мм «Маузер», использующий бездымный порох. В некоторых источниках затвор Gewehr 1888 называется «Маузеровским».
5 апреля 1898 года на вооружение немецкой армии была принята винтовка Mauser 98 (Маузер 98, в немецких источниках — Gewehr 98, также обозначалась G98 или Gew.98 — винтовка образца 1898 года) под патрон 7,92×57 мм «Маузер». Эта винтовка стала одним из наиболее удачных образцов стрелкового оружия XX века.
Первым боевым применением винтовок Mauser 98 стало их использование при подавлении «восстания боксёров» в Китае в 1900—1901 годах. Винтовка Mauser 98, с учётом конструктивно сходных винтовок других производителей имеющих иное официальное наименование, считается самой массовой неавтоматической винтовкой в мире. По некоторым подсчётам выпущено около 100 миллионов винтовок, которые можно считать разновидностями Mauser 98 (то есть включая, как военные (например, Vz. 24), так и охотничьи (например, CZ 550, Brno 98) винтовки, использующие затвор Mauser 98).
Другим направлением конструкторской деятельности Петера Пауля Маузера стала работа по созданию самозарядных винтовок. 20 августа 1896 года после представления самозарядного пистолета Mauser C96 Маузер лично получил от императора Вильгельма II задание разработать самозарядную пехотную винтовку. Первоначально Петер Пауль, как и многие конструкторы того времени, попытался переделать свою магазинную винтовку с механическим перезаряжанием в самозарядную.
7,92-мм самозарядная винтовка Маузер М. 1900 стала первой германской конструкцией автоматического оружия, работающей по принципу использования отдачи ствола с запиранием затвора боевыми упорами. Многие узлы и детали этой винтовки были заимствованы из штатной магазинной винтовки Mauser 98. Но винтовка оказалась ненадёжной — в первую очередь из-за неудачного выбора системы автоматики.
В следующей своей конструкции — автоматической винтовке Маузер М. 1902 — Петер Пауль выбрал иной, более перспективный принцип работы автоматики: отвод пороховых газов из канала ствола через надульное устройство, с коротким ходом ствола. Испытания этой винтовки показали, что после доработки она теоретически может быть принята на вооружение. В 1906 году появляется новая усовершенствованная модель этой винтовки, через два года модернизированная ещё раз. Полигонные испытания этой винтовки снова выявили ряд недостатков, что послужило поводом командованию кайзеровской армии для полного отказа от проведения научно-исследовательских и опытно-конструкторских работ по разработке автоматических винтовок в целом. И только Первая мировая война смогла изменить отношение к этому оружию в Германии, поэтому, правда, уже после смерти Петера Пауля Маузера германская армия приняла на вооружение 7,92-мм автоматическую винтовку Маузер М. 16.
Среди разработок Петера Пауля Маузера, помимо винтовок, наибольшую известность получили пистолет Mauser C96 (считается, что он сконструирован братьями Федерле (Feederle), но запатентован на имя Петера Пауля Маузера), и револьвер «Зиг-Заг» (1878 год).
В 1912 году за вклад в развитие немецкого оружия Петер Пауль Маузер получил титул барон фон Маузер.